# ولگای دیوانه
ولگای دیوانه (به انگلیسی: Volga Maniac) نامی است که به قاتل زنجیره ای روسی که از سال ۲۰۱۱ تا ۲۰۱۲ در چندین منطقه، مرتکب قتل زنان مسن شده، داده شده‌است.

## قتل‌ها
از مارس ۲۰۱۱ تا سپتامبر ۲۰۱۲ در مناطق ولگا و فدرال اورال، تعداد زیادی قتل مشابه برای زنان مسن رخ داده‌است. محققان بر این باورند که همه جنایات توسط یک نفر انجام شده‌است، زیرا همه قربانیان، زنان مجرد ۷۵ تا ۹۰ ساله بوده و همه آنها در خروشچیوکا زندگی می‌کرده‌اند. به گفته بازرسان، مجرم با تظاهر به اینکه وی کارمند یکی از شرکت‌های آب و برق یا خدمات اجتماعی است، وارد آپارتمان مقتولین می‌شده. همه قربانیان با وسایل دم‌دستی (مثل کمربند روپوش حمام) یا با دست‌های قاتل خفه شده‌اند. مجرم بعد از قتل، پول و اشیا با ارزش را از آپارتمان می‌دزدیده‌است. محققان در ابتدا معتقد بودند که سرقت، انگیزه اصلی قاتل نیست.
نه قتل اول در کازان اتفاق افتاد. یکی از قربانیان زنده مانده بود، اما نابینا بود و نمی‌توانست کسی که به او حمله کرده‌است را شناسایی کند. قتل‌های مشابه در اولیانوفسک، نیژنی نووگورود، ایژوسک، پرم (دو قتل در آوریل ۲۰۱۲) و سامارا (دو قتل در آوریل تا مه ۲۰۱۲) اتفاق افتاد. تا اول اوت ۲۰۱۲، ۱۸ قتل رخ داده بود. بین ۲۵ و ۲۷ سپتامبر ۲۰۱۲، ۳ قتل آخر در اوفا انجام شده بود. تعداد کل قتل‌ها ۳۲ مورد است.
در تاریخ ۲۶ سپتامبر ۲۰۱۲، تصویر مجرم توسط دوربین مدار بسته در ورودی یکی از خانه‌های قربانیان خود ثبت و به دنبال آن، چهره‌نگاری انجام شده بود.
در سال ۲۰۱۳، پاداش ۱ میلیون روبل در ازای اطلاعات مفیدی از مجرم برای تحقیقات درنظر گرفته شده بود. در همان سال، فرضیه ای مبنی بر پنهان شدن قاتل در منطقه ساخالین مطرح شد.
شب ۷ اکتبر ۲۰۱۶، در کازان، ویدئوی مردی که مظنون به جنایت بود توسط دوربین فیلمبرداری در ساختمانی در خیابان چویکوف ثبت شد، اما کمیته تحقیق مجرم بودن او را رد کرد.
در تاریخ ۶ فوریه ۲۰۱۷، ایوان استرلتسوف، معاون رئیس اداره اصلی جرائم جنایی سرویس تحقیقات جنایی فدراسیون روسیه، به خبرنگاران گفت که بازرسان، دلایلی برای این ادعا دارند که فرد تحت تعقیب، ساکن اودمورتیا است.
بر طبق گفته استرتسوف، پاداش کسی که اطلاعاتی مبنی بر شناسایی هویت قاتل داشته باشد به ۳ میلیون روبل افزایش یافت.
در تاریخ ۲۸ مارس ۲۰۱۷، یک شهروند ۳۷ ساله اهل قزاقستان به دلیل مشارکت در قتل در سامارا دستگیر شد، زیرا در ۲۵ و ۲۷ مارس ۲۰۱۷ دو زن مسن را در آنجا کشته بود.
در تاریخ ۲۵ مه ۲۰۱۷، محققان بازگو کردند که مجرم، بومی تاتارستان بوده و در یکی از مدارس کازان تحصیل کرده‌است.
در اول دسامبر سال ۲۰۲۰، رادیک تاگیروف، زندانی سابق، که در سال ۲۰۰۹ به جرم سرقت محکوم شده بود، بازداشت و به ۲۵ مورد قتل اعتراف کرد. از شواهد DNA و اثر کفش برای شناسایی وی به عنوان قاتل استفاده شد. او ادعا کرد که قربانیان را «بدون درد» می‌کشد تا در خیابان‌ها زنده بماند.